# Callianthe mexiae
Callianthe mexiae är en malvaväxtart som först beskrevs av Robert Elias Fries, och fick sitt nu gällande namn av Donnell. Callianthe mexiae ingår i släktet Callianthe och familjen malvaväxter. Inga underarter finns listade i Catalogue of Life.